# 岩ノ下駅
岩ノ下駅（いわのしたえき）は、岩手県一関市東山町松川字岩の下にある、東日本旅客鉄道（JR東日本）大船渡線の駅である。

## 歴史
- 1966年（昭和41年）12月1日：国鉄によって請願駅として開業[3][4]。旅客のみを取り扱う駅員無配置駅（旅客駅）[5]。
- 1987年（昭和62年）4月1日：国鉄分割民営化により、JR東日本の駅となる[3]。
- 2024年（令和6年）10月1日：えきねっとQチケのサービスを開始[1][6]。

## 駅構造
単式ホーム1面1線を有する地上駅である。ホームに待合所があるだけの無人駅で、一ノ関駅が当駅を管理している。

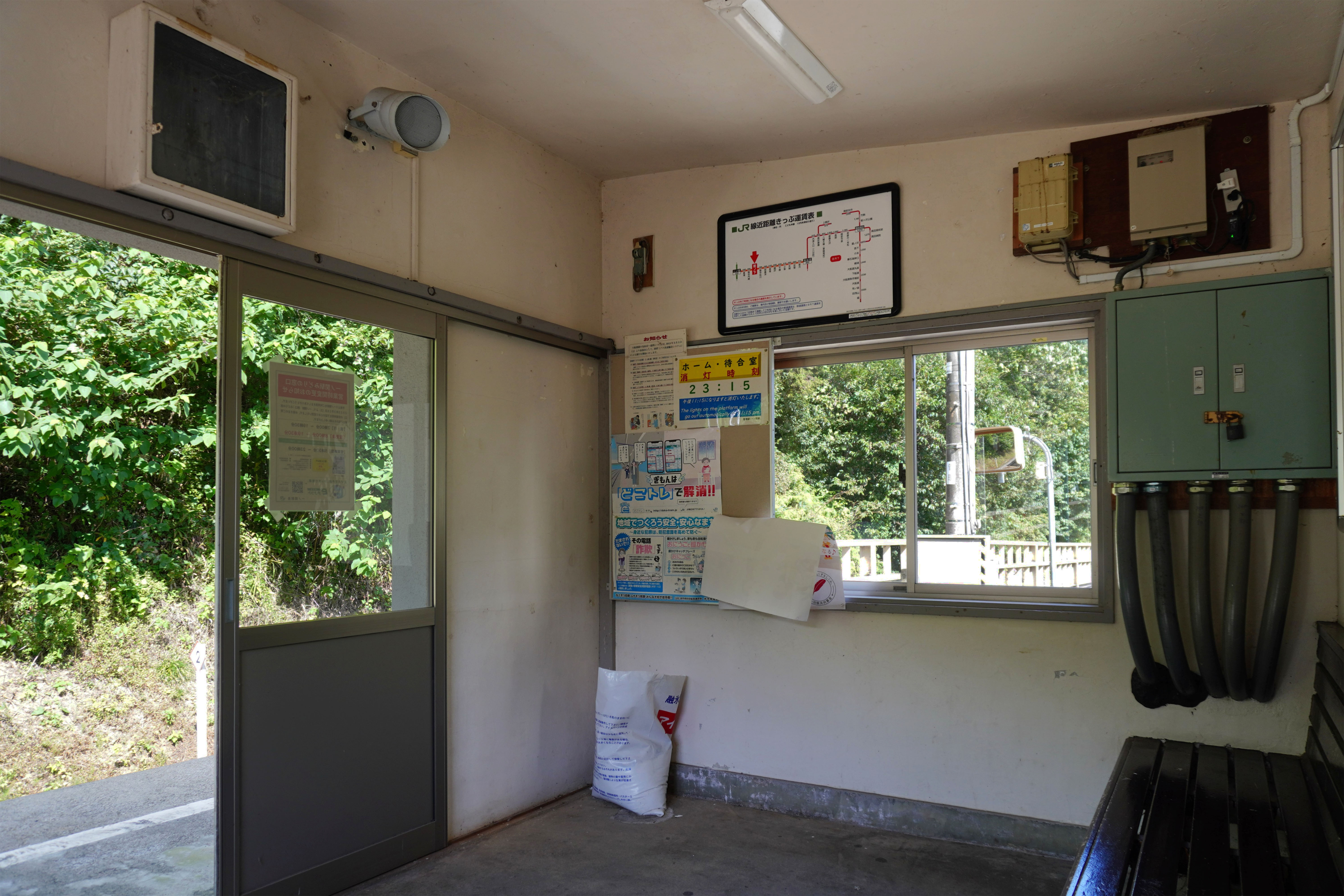
待合室（2023年10月）
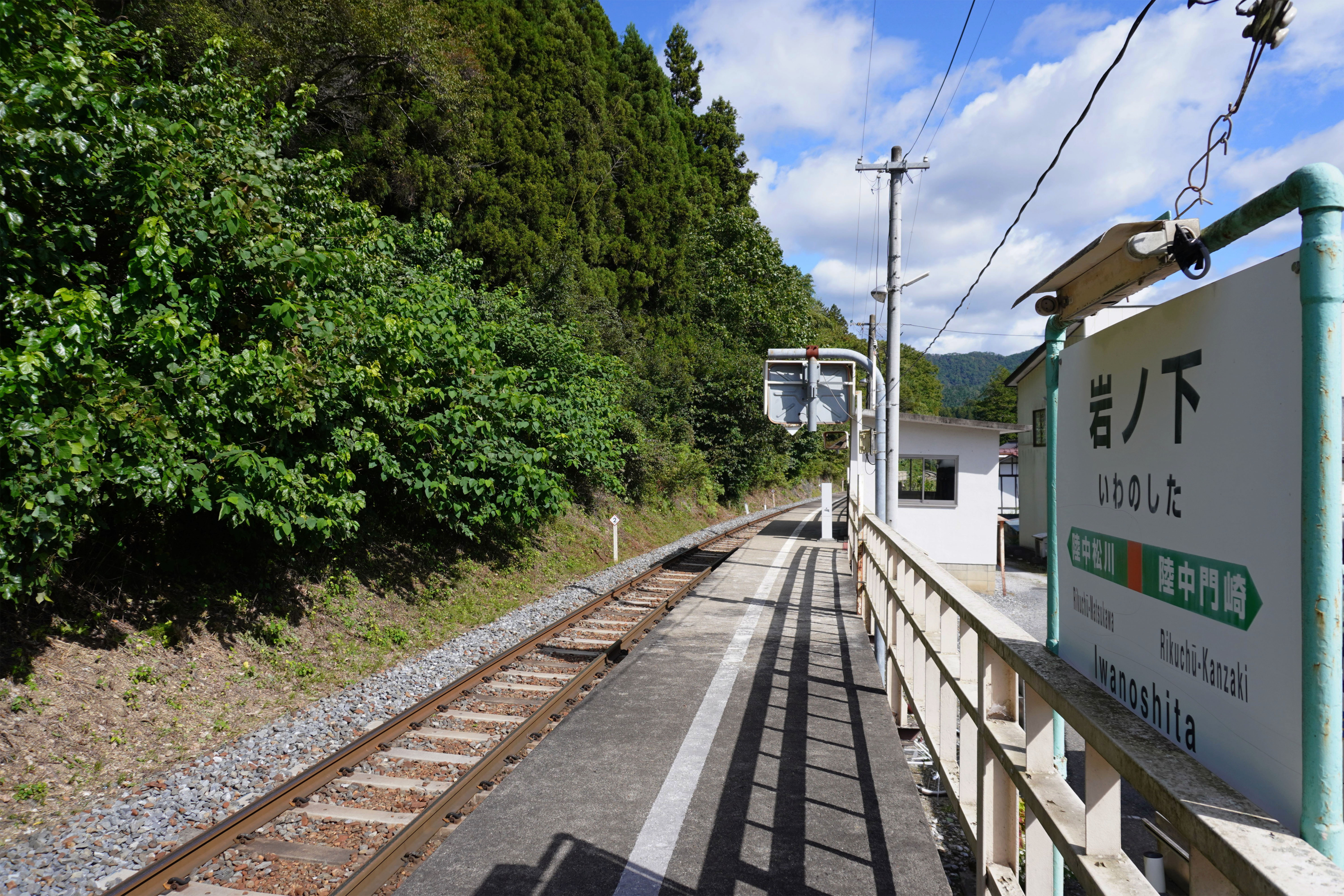
ホーム（2023年10月）

## 駅周辺
駅周辺にはたくさんのアカマツが生えているが、これらは東山赤松といい、この群落は一関市の有形文化財となっている。
- 砂鉄川

## 隣の駅
東日本旅客鉄道（JR東日本）
■大船渡線
陸中門崎駅 - 岩ノ下駅 - 陸中松川駅